# Brătuleni, Nisporeni
Brătuleni este satul de reședință al comunei cu același nume  din raionul Nisporeni, Republica Moldova. Satul este situat pe coasta unui lac cu același nume - Lacul Brătuleni.

## Istorie
Satul a fost atestat documentar pentru prima dată în anul 1619:
„Suret de pre un ispisoc dela Gaspar Vodă, din anii 7128 <1619> Dechemvrii 18, pe niște părți de, moșia la ținutul Lăpușnei pe a șasea parte de sat de Brăteni și pe alta parte din Dragomirești, parte Nastasii și a frăține-său cât sa va alege.

Adeca au venit înaintea noastră și înainte boiarilor noștri, rugătoriul nostru popa Evstratie, și cu un zapis dela popa Ion de Iurceni și dela Frățiman diac și dela Dumitru vistiernicel dela Căzănești, și dela Ionasco dela Ostafie vistiernicel de acolo și dela Lazor de acolo și dela Ion Paeș și dela Gheorghie Grec și dela Ștefan iarăș și dela Toader vistiernicel de Cârtești și dela Vasilie Dobre de acolo și dela Andriian iarăș, așia mărturisind întru acel zapis, precum au venit înaintea lor, Lupul ficior Lăpușneanului, nepot lui Drăgan Lăpușneanul de a sa buna voie, de nimeni silit, nici asuprit, și au vândut a sa driapta ocina și cumpărătură, a șasea parte din sat din Brăteni, ce iaste în ținutul Lăpușnei, care au fost cumpărătură moșului său, lui Drăgan Lăpușneanul, dela Ținte, ficiorul Rusului, nepotul Nastii.

...

Scris în Iași.”